# John O’Neill
John O'Neill (17 de diciembre de 1822 – 25 de mayo de 1905) fue un representante estadounidense por Ohio.

## Biografía
Nació en Filadelfia, asistió a la escuela pública en Frederick (Maryland), y al  Georgetown College en Washington D. C..
Se graduó por la Universidad Mount St. Mary’s, Emmitsburg (Maryland), y en Derecho por la Georgetown College, Universidad de Georgetown, Washington D. C., en 1841.  
Fue admitido al Colegio de Abogados en 1842. Se mudó a Zanesville, Ohio en 1844 y comenzó sus prácticas de abogado allí. Fue fiscal del Condado de Muskingum en 1845 También ocupó diversos cargos en el condado.
Fue elegido por el Demócrata en el 38.º Congreso (4 de marzo de 1863 – 3 de marzo de 1865). Retomó la práctica de su profesión. Sirvió como miembro del Senado de Ohio en el período 1883-1885.
Luego ejerció la abogacía hasta su muerte en  Zanesville, el 25 de mayo de 1905. Fue enterrado en el cementerio de St. Thomas.